# Q School
A Q School é uma competição de snooker amador que serve como um sistema de qualificação para o World Snooker Tour, circuito profissional de torneios de snooker. O evento foi criado em 2011 pela World Professional Billiards and Snooker Association (WPBSA) para seus membros.

## Visão geral
A Q School foi criada na tentativa de otimizar o processo de qualificação para o World Snooker Tour. Uma série de play-offs são realizados todos os anos antes da temporada. Os jogadores pagam uma taxa de inscrição fixa para participar dos eventos do play-off, e não há prêmios em dinheiro. Cada jogador que vencer um jogo nas quartas de final ganha uma vaga na turnê mundial da categoria por dois anos.

### Formato
Em cada evento, os participantes são distribuídos aleatoriamente em quatro grupos. Cada grupo é disputado no sistema de "mata-mata" cujo vencedor se qualifica a World Snooker Tour, turnê mundial de snooker profissional, por duas temporadas. Em cada evento, as finais do grupo também são chamadas de quartas de final, já que as semifinais e as finais não são disputadas. Todos os jogos, incluindo as finais do grupo, serão disputados no melhor de 7 frames.

## Edições
| Temporada | Data da final       | Jogadores | Evento         | Qualificador 1   | Qualificador 2       | Qualificador 3        | Qualificador 4        | Ref.          |
| --------- | ------------------- | --------- | -------------- | ---------------- | -------------------- | --------------------- | --------------------- | ------------- |
| 2011–12   | 11 de maio de 2011  | 124       | Evento 1       | Andrew Norman    | David Grace          | Adam Wicheard         | Robin Hull            | [ 7 ]         |
| 2011–12   | 17 de maio de 2011  | 124       | Evento 2       | Li Yan           | David Morris         | Simon Bedford         | Tian Pengfei          | [ 8 ]         |
| 2011–12   | 23 de maio de 2011  | 124       | Evento 3       | Kurt Maflin      | Stuart Carrington    | Adam Duffy            | David Gilbert         | [ 9 ]         |
|           |                     |           |                |                  |                      |                       |                       |               |
| 2012–13   | 13 de maio de 2012  | 115       | Evento 1       | Martin O'Donnell | Sam Baird            | Ian Burns             | Chen Zhe              | [ 10 ]        |
| 2012–13   | 19 de maio de 2012  | 115       | Evento 2       | Daniel Wells     | Jamie O'Neill        | Sean O'Sullivan       | Paul Davison          | [ 11 ]        |
| 2012–13   | 25 de maio de 2012  | 115       | Evento 3       | Rod Lawler       | Michael Wasley       | Joel Walker           | Robbie Williams       | [ 12 ]        |
|           |                     |           |                |                  |                      |                       |                       |               |
| 2013–14   | 11 de maio de 2013  | 110       | Evento 1       | Elliot Slessor   | Alex Davies          | Lee Page              | Hammad Miah           | [ 13 ]        |
| 2013–14   | 15 de maio de 2013  | 110       | Evento 2       | Ahmed Saif       | Ross Muir            | Ryan Clark            | Alexander Ursenbacher | [ 14 ]        |
| 2013–14   | 19 de maio de 2013  | 110       | Evento 3       | David Morris     | Lee Spick            | Chris Wakelin         | Fraser Patrick        | [ 15 ]        |
|           |                     |           |                |                  |                      |                       |                       |               |
| 2014–15   | 10 de maio de 2014  | 145       | Evento 1       | Craig Steadman   | Chris Melling        | Zhang Anda            | Tian Pengfei          | [ 16 ]        |
| 2014–15   | 16 de maio de 2014  | 145       | Evento 2       | Liam Highfield   | Michael Georgiou     | Lee Walker            | Michael Leslie        | [ 17 ]        |
|           |                     |           |                |                  |                      |                       |                       |               |
| 2015–16   | 14 de maio de 2015  | 166       | Evento 1       | Sydney Wilson    | Daniel Wells         | Eden Sharav           | Rhys Clark            | [ 18 ]        |
| 2015–16   | 20 de maio de 2015  | 166       | Evento 2       | Jason Weston     | Gareth Allen         | Duane Jones           | Paul Davison          | [ 19 ]        |
|           |                     |           |                |                  |                      |                       |                       |               |
| 2016–17   | 16 de maio de 2016  | 182       | Evento 1       | Fang Xiongman    | Christopher Keogan   | Cao Yupeng            | Chen Zhe              | [ 20 ]        |
| 2016–17   | 22 de maio de 2016  | 182       | Evento 2       | Michael Georgiou | John Astley          | Alex Borg             | David John            | [ 21 ]        |
| 2016–17   | 22 de maio de 2016  | 182       | Order of Merit | Craig Steadman   | Jamie Curtis-Barrett | Ian Preece            | Adam Duffy            | [ 22 ] [ 23 ] |
|           |                     |           |                |                  |                      |                       |                       |               |
| 2017–18   | 14 de maio de 2017  | 206       | Evento 1       | Lukas Kleckers   | Allan Taylor         | Billy Joe Castle      | Ashley Hugill         | [ 24 ]        |
| 2017–18   | 20 de maio de 2017  | 206       | Evento 2       | Duane Jones      | Sanderson Lam        | Paul Davison          | Chen Zifan            | [ 25 ]        |
| 2017–18   | 20 de maio de 2017  | 206       | Order of Merit | Zhang Yong       | Sean O'Sullivan      | Joe Swail             | Martin O'Donnell      | [ 26 ]        |
|           |                     |           |                |                  |                      |                       |                       |               |
| 2018–19   | 19 de maio de 2018  | 202       | Evento 1       | Jak Jones        | Sam Baird            | Hammad Miah           | Sam Craigie           | [ 27 ]        |
| 2018–19   | 25 de maio de 2018  | 202       | Evento 2       | Jordan Brown     | Craig Steadman       | Lu Ning               | Zhao Xintong          | [ 28 ]        |
| 2018–19   | 31 de maio de 2018  | 202       | Evento 3       | Thor Chuan Leong | Kishan Hirani        | Andy Lee              | Ashley Carty          | [ 29 ]        |
|           |                     |           |                |                  |                      |                       |                       |               |
| 2019–20   | 23 de maio de 2019  | 218       | Evento 1       | Xu Si            | David Lilley         | Jamie O'Neill         | Soheil Vahedi         | [ 30 ]        |
| 2019–20   | 29 de maio de 2019  | 218       | Evento 2       | Chen Zifan       | Riley Parsons        | Louis Heathcote       | Fraser Patrick        | [ 31 ]        |
| 2019–20   | 4 de junho de 2019  | 218       | Evento 3       | Barry Pinches    | Alex Borg            | Alexander Ursenbacher | Andy Hicks            | [ 32 ]        |
| 2019–20   | 4 de junho de 2019  | 218       | Order of Merit | Si Jiahui        | Billy Joe Castle     | Peter Lines           | Lei Peifan            | [ 33 ]        |
|           |                     |           |                |                  |                      |                       |                       |               |
| 2020–21   | 7 de agosto de 2020 | 172       | Evento 1       | Lee Walker       | Peter Devlin         | Simon Lichtenberg     | Fan Zhengyi           | [ 34 ]        |
| 2020–21   | 8 de agosto de 2020 | 172       | Evento 2       | Jamie Jones      | Zak Surety           | Oliver Lines          | Ben Hancorn           | [ 35 ]        |
| 2020–21   | 9 de agosto de 2020 | 172       | Evento 3       | Rory McLeod      | Jamie Wilson         | Farakh Ajaib          | Steven Hallworth      | [ 36 ]        |
|           |                     |           |                |                  |                      |                       |                       |               |
| 2021–22   | 1 de junho de 2021  | 196       | Evento 1       | Peter Lines      | Fraser Patrick       | Jackson Page          | Yuan Sijun            | [ 37 ]        |
| 2021–22   | 7 de junho de 2021  | 196       | Evento 2       | Barry Pinches    | Craig Steadman       | Michael Judge         | Alfie Burden          | [ 38 ]        |
| 2021–22   | 13 de junho de 2021 | 196       | Evento 3       | Ian Burns        | Lei Peifan           | Dean Young            | Duane Jones           | [ 39 ]        |
| 2021–22   | 13 de junho de 2021 | 196       | Order of Merit | Hammad Miah      | Mitchell Mann        | –                     | –                     | [ 40 ]        |
|           |                     |           |                |                  |                      |                       |                       |               |
| 2022–23   | 21 de maio de 2022  | 173       | Evento 1       | Rod Lawler       | Andy Lee             | Fergal O'Brien        | Bai Langning          | [ 41 ]        |
| 2022–23   | 27 de maio de 2022  | 173       | Evento 2       | Adam Duffy       | Aaron Hill           | Zak Surety            | Sanderson Lam         | [ 42 ]        |
| 2022–23   | 2 de junho de 2022  | 173       | Evento 3       | James Cahill     | John Astley          | Jenson Kendrick       | Lukas Kleckers        | [ 43 ]        |